# Lautoka

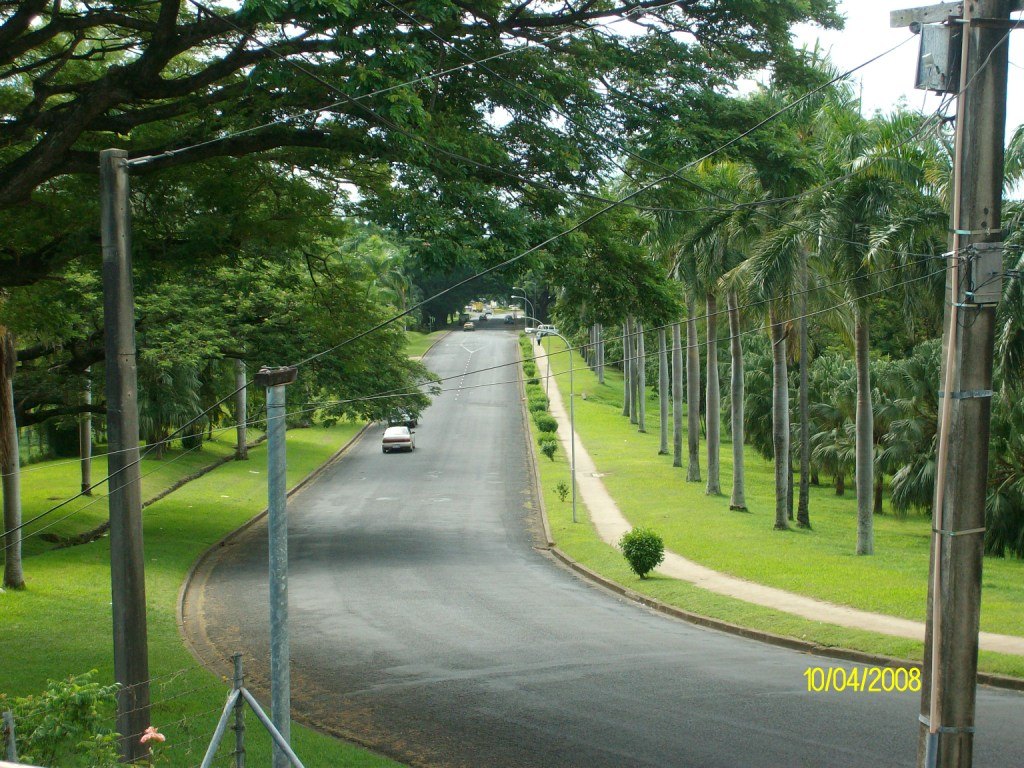
Fotografia dos Jardins Botânicos de Lautoka

Lautoka é a segunda maior cidade das Fiji e o segundo porto de entrada do país, após Suva. Está situada no oeste da ilha de Viti Levu, 24 km ao norte de Nadi, no meio da região de plantação de cana-de-açúcar do país. É conhecida como a cidade açúcar. De acordo com o censo realizado em 2007, a cidade possuía 52.220 habitantes.

## Economia
A cidade tem como principal fonte de renda o cultivo e exportação da cana-de-açúcar para outros países da Oceania.
Lautoka é a capital da Divisão do Oeste.
- latitude: 17° 37' 0 Sul
- longitude: 177° 28' 0 Leste
- altitude: 19 metros